# پترولینا
پترولینا (به پرتغالی: Petrolina) یک شهرستان در برزیل است که در پرنامبوکو واقع شده‌است. پترولینا ۴٬۷۵۶٫۸ کیلومترمربع مساحت و ۲۸۱٬۸۵۱ نفر جمعیت دارد و ۳۷۶ متر بالاتر از سطح دریا واقع شده است.